# Royal Vauxhall Tavern

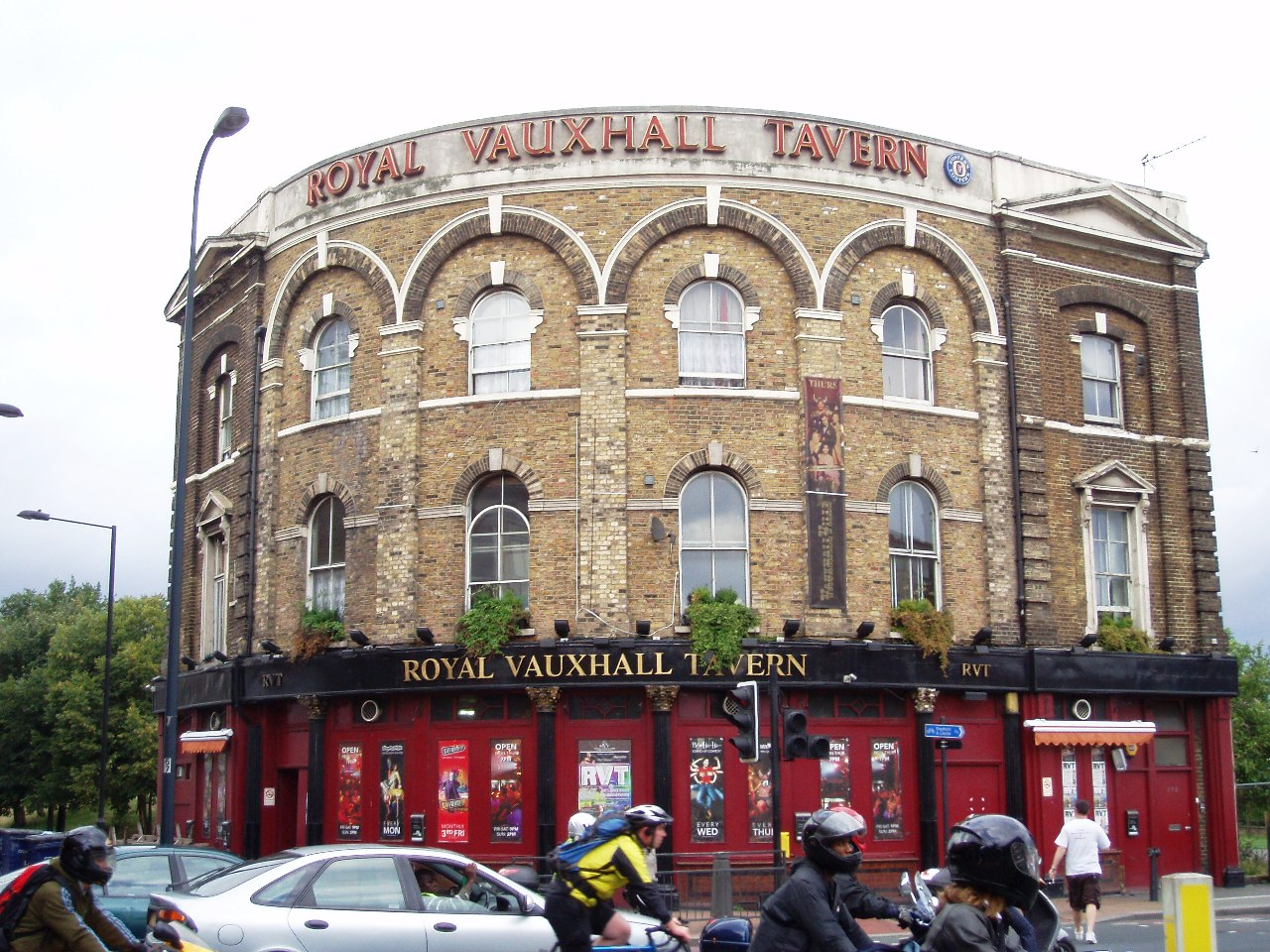
De Royal Vauxhall Tavern in 2008

De Royal Vauxhall Tavern (RVT) is een homobar aan de Kennington Lane in de Londense wijk Lambeth. De zaak geldt als een van de oudste en bekendste homo-uitgaansgelegenheden van het Verenigd Koninkrijk.

## Geschiedenis
De Royal Vauxhall Tavern bevindt zich in een pand met markante gedeeltelijk ronde gevel dat tussen 1860 en 1862 werd gebouwd als onderdeel van de vernieuwing van de Vauxhall Gardens. In de jaren zeventig van de 20e eeuw werd de belendende bebouwing gesloopt waardoor het oorspronkelijke hoekpand vrij kwam te staan. Het achterliggende terrein werd daarbij omgevormd tot de New Spring Gardens.
Sinds eind 19e eeuw vonden er in de Royal Vauxhall Tavern cabaret- en travestie-optredens plaats, vanuit de traditie van alternatief vermaak waar de Vauxhall Gardens al sinds het begin bekend om stonden. Veel bekende travestie-artiesten begonnen hun carrière in de RVT of hebben er later opgetreden. Vanwege het aanvankelijke heimelijke karakter is niet precies bekend wanneer de zaak een homo-uitgaansgelegenheid werd, maar in de jaren vijftig was de RVT inmiddels wel als zodanig bekend komen te staan en in de jaren zestig ook openlijk, waarmee het een ontmoetingsplaats en een boegbeeld voor de homogemeenschap werd.
Begin jaren tachtig vond een grote interieurverbouwing plaats waarbij de oorspronkelijke indeling met drie gescheiden ruimtes en een grote gebogen bar (die de kromming van de voorgevel volgde) werden verwijderd en vervangen door een grote open ruimte met een kleinere bar tegen de zuidelijke wand en een groter podium tegen de achterwand. Tegen de gebogen buitenmuur kwamen zitplaatsen en tafels rondom de gietijzeren pilaren.
In september 2015 werd de Royal Vauxhall Tavern erkend als nationaal erfgoed met de "Grade II"-status, niet alleen om architectonische redenen, maar ook vanwege het belang voor de lhbt-gemeenschap. Het was daarmee de eerste homo-uitgaansgelegenheid die de monumentenstatus verwierf, wat van extra belang was gezien de reeks van bekende homozaken die in voorgaande jaren hun deuren hadden gesloten.